# اونگنی
اونگنی (به لاتین: Ungheni) یک منطقهٔ مسکونی در مولداوی است که در Ungheni District واقع شده‌است. اونگنی ۱۶٫۴ کیلومتر مربع مساحت و ۳۰٬۸۰۴ نفر جمعیت دارد.

## خواهرخوانده
شهرهای کشکایش، رگین، آوتسه، دیمیتروفسک، کنین (لهستان)، واسیلکیف، وینستون-سیلم و منکیتو، مینه‌سوتا خواهرخوانده‌های اونگنی هستند.